# 2008-as magyar teniszbajnokság
A 2008-as magyar teniszbajnokság a százkilencedik magyar bajnokság volt. A bajnokságot augusztus 11. és 17. között rendezték meg Pécsett.

## Eredmények
| Versenyszám  | Arany                                                   | Arany | Ezüst                                                          | Ezüst | Bronz | Bronz |
| ------------ | ------------------------------------------------------- | ----- | -------------------------------------------------------------- | ----- | --- | ----- |
| Férfi egyéni | Balázs Attila Gödöllői LTE                              |       | Kiss Sebő Mivas SE                                             |       | Tóth Bence Gyula IDOM Team 2000 TSEVarga Róbert Diego VTK                                                                  |       |
| Női egyéni   | Németh Virág IDOM Team 2000 TSE                         |       | Kovács Krisztina Balatonboglári TC                             |       | Mikó Zsófia Győr-Révfalui TCAntunovics Dunja Gellért SE                                                                    |       |
| Férfi páros  | Balázs Attila, Kiss Sebő Gödöllői LTE, Mivas SE         |       | Fucsovics Márton, Noszály Sándor Nyíregyházi VTC, Diego VTK    |       | Horváth Márton, Szatmáry Adrián MTK, Tálentum TCBalogh Attila, Kovács Márk Fehérgyarmati TK, MTK                           |       |
| Női páros    | Babos Tímea, Babos Zsuzsanna Soproni VSE, Bp. Spartacus |       | Mikó Zsófia, Németh Virág Győr-Révfalui TC, IDOM Team 2000 TSE |       | Habler Henrietta, Kiss Dóra Tabáni Spartacus, Bp. SpartacusAntunovics Dunja, Halász Klaudia Gellért SE, IDOM Team 2000 TSE |       |